# Decebalus

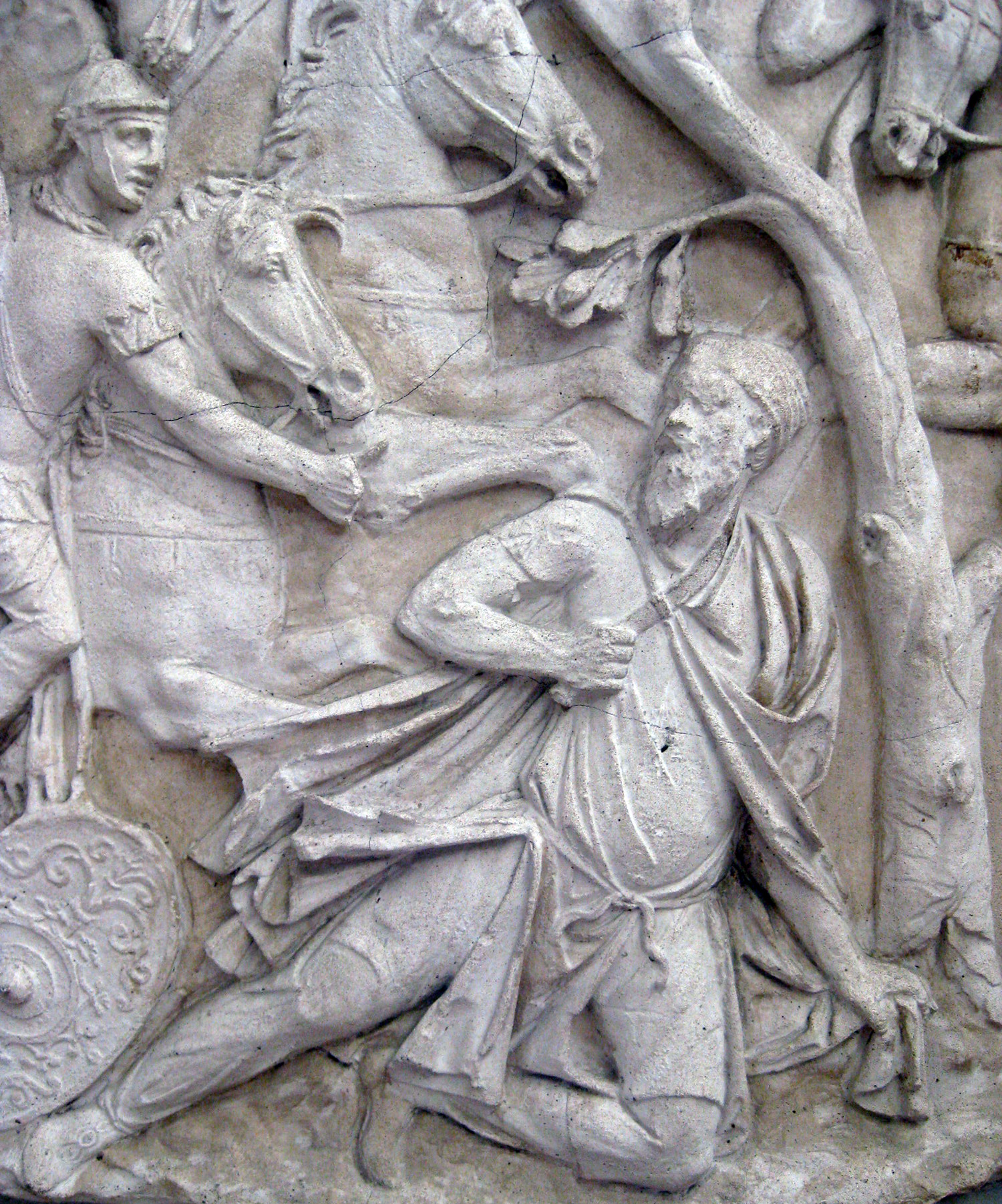
Darstellung der Selbsttötung des Decebalus auf der Trajanssäule

Decebalus war von ca. 85–106 n. Chr. der letzte König von Dakien, einem Land, das Teile des heutigen Rumänien umfasste. Nach der Invasion seines Reiches durch römische Truppen im Jahr 106 n. Chr. tötete er sich selbst, um der Gefangenschaft zu entgehen.

## Leben

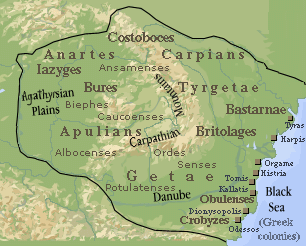
Vermutliche Maximalausdehnung des Gebietes unmittelbarer Herrschaft und stärkeren Einflusses der Daker-Könige Decebalus und Burebista

Decebalus reorganisierte den dakischen Staat nach eineinhalb Jahrhunderten des Niedergangs, die dem Tod des Königs Burebista († 44 v. Chr.) folgten. Insbesondere gelang es ihm, die verschiedenen dakischen Stämme zu vereinen und eine neue Armee aufzustellen. Entgegen einigen Einträgen in der Sekundärliteratur ist Decebalus nicht mit Diurpaneus gleichzusetzen. Des Weiteren ist nicht davon auszugehen, dass Decebalus nur ein Siegerbeiname war, da sich in römischen Militärdiplomen auch andere Personen dieses Namens finden.
Als Vater des Decebalus wird in einigen Darstellungen der dakischen Geschichte der Anführer Scorylo angenommen. Dies beruht jedoch auf einer sehr spekulativen Lesart verschiedener antiker Quellen, insbesondere eines Keramikgefäßes, in das die beiden Namen Decebal und Scorylo eingestempelt wurden.

### Donaukriege 85/86 und 88/89
Im Winter 85/86 oder im Sommer 85 drangen starke dakische Verbände unter der Führung des Königs Diurpaneus von Norden her über die Donau in die römische Provinz Moesia ein und trafen die Römer völlig unerwartet. Nach der römischen Niederlage, in welcher der Provinzstatthalter Gaius Oppius Sabinus den Tod fand, kam es zu Plünderungen und Brandschatzungen. Da die Daker bereits in der Vergangenheit zahlreiche Raubzüge auf das römische Staatsgebiet unternommen hatten, war für Kaiser Domitian (81–96) der Zeitpunkt gekommen, persönlich rigorose Gegenmaßnahmen einzuleiten, um zunächst den Gegner aus dem Land zu werfen und anschließend eine Strafexpedition auszusenden.
Er begab sich mit frischen Kräften aus verschiedenen Provinzen (unter anderem Pannonien und Obergermanien) nach Mösien. Nachdem die Daker bis Jahresende über die Donau zurückgetrieben worden waren, kehrte Domitian nach Rom zurück und feierte Anfang 86 seinen Triumph. Im Sommer brachen die römischen Truppen unter der Führung des Prätorianerpräfekten Cornelius Fuscus zu einer Strafexpedition in dakisches Gebiet auf. Die gewählte Marschroute begann wahrscheinlich bei Oescus mit dem Bau einer Schiffsbrücke über die Donau und folgte dann dem Lauf des Aluta (Olt) nach Norden auf die Südkarpaten zu. Am Roter-Turm-Pass wurde seine Armee jedoch vernichtend geschlagen. Fuscus starb im Kampf, während die komplette römische Ausrüstung sowie zahlreiche Gefangene in die Hände des Diurpaneus fielen. Weil diese Niederlage das Prestige des Kaisers maßgeblich zu schmälern drohte, kehrte Domitian an die Donaugrenze zurück. Diurpaneus konnte in diesem zweiten Dakerfeldzug Domitians noch im selben Jahr ausgeschaltet werden. Hier sei angemerkt, dass einige Rekonstruktionen dieser Ereignisse nicht von einer Ausschaltung des Diurpaneus ausgehen, sondern dessen Gleichsetzung mit dem unten erwähnten Duras als wahrscheinlich erachten (ähnlich auch die Darstellung von Karl Christ). Karl Strobel weist diese Deutung jedoch entschieden zurück.
Ein anderes Ereignis innerhalb Dakiens sollte dem Konflikt bald eine entscheidende Wendung geben: Duras, der Fürst eines südwestdakischen Königreiches, war nämlich um das Jahr 85 zugunsten seines Verwandten Decebalus zurückgetreten. Als Preis für seine Neutralität verlangte er die römische Anerkennung als Klientelfürst und die Bezahlung von Subsidien. Zuversichtlich, dass seine Militärs die Daker in der Offensive des Jahres 86 schlagen würden, lehnte Domitian dieses für ihn ungünstige Verhandlungsangebot ab. Nach den wechselvollen Kämpfen in diesem Jahr trugen die mit Rom verfeindeten dakischen Stämme Decebalus die Führung an. Mit Decebalus stand nun eine politisch und militärisch hoch qualifizierte Persönlichkeit an der Spitze aller Daker, die großes Verhandlungsgeschick und charismatische Züge besaß. Domitian reagierte darauf mit massiven Umstrukturierungen in den Donauprovinzen und neuen Kriegsplänen. Ein Jahr später versuchte der Legat Tettius Julianus vom Banat aus nach Sarmizegetusa, dem dakischen Machtzentrum, vorzustoßen. Trotz mehrerer Erfolge wurde der Feldzug jedoch abgebrochen. Gründe hierfür mögen hohe römische Verluste oder auch einfach die zu weit fortgeschrittene Jahreszeit gewesen sein. Während der Kämpfe um Dakien waren die germanischen Stämme der Quaden und Markomannen ihren Verpflichtungen mit Rom nicht nachgekommen. Unter der Dakischen Allianz der Stämme befanden sich auch Roxolanen und die mit ihnen verbündeten germanischen Bastarnen, die seit Burebista in freundschaftlicher Koalition mit Dakern und Geten standen. Die Germanen aller Stämme unterstützten dadurch die Daker in der Hoffnung, die Römer endgültig loszuwerden.
Die Gefahr, die von diesen untreuen Stämmen ausging, veranlasste Domitian, vor dem geplanten Dakerkrieg eine Strafexpedition ins Barbaricum zu unternehmen, die jedoch scheiterte. Die Markomannen schlugen die römischen Truppen in die Flucht, was weitere Stämme zum Kriegseintritt bewog. Nach derart vielen Niederlagen blieb dem römischen Kaiser keine andere Wahl, als Decebalus im Jahr 89 einen Kompromissfrieden anzubieten, um Zeit zu gewinnen. Dieser Frieden beinhaltete, dass Decebalus als Vasallenkönig für ganz Dakien anerkannt wurde und schloss auch die Zahlung von Subsidien an den Dakerkönig sowie den Transfer von ziviler und militärischer Technologie mit ein. Erst mit diesem Ereignis war für Decebalus die Gelegenheit gekommen, ein gesamtdakisches Königreich zu schaffen; das erste seit dem Reich des Burebista.

### Die Dakerkriege Trajans
Kaiser Trajan (98–117), der für seine Herrschaftslegitimation auch eines überzeugenden militärischen Erfolges bedurfte, begann schon im Jahr seines Regierungsantritts mit der Vorbereitung des nächsten Dakerkrieges. Eröffnet wurde der Feldzug im Jahr 101. Der Vormarsch war eher langsam, da die Römer das eroberte Gebiet sukzessive ausbauten und sicherten. Bei Tapae kam es zur einzigen Feldschlacht dieser Kampagne. Als die dakische Niederlage absehbar wurde, zog Decebalus seine Truppen geordnet zurück. Gleichzeitig begann eine dakische Gegenoffensive im Raum der unteren Donau, die gemeinsam mit den verbündeten Roxolanen durchgeführt wurde. Die römischen Kräfte waren jedoch stark genug, um diesen Zweifrontenkrieg zu gewinnen. Decebalus konnte Trajan nicht dazu zwingen Dakien zu räumen und die Invasoren auf römischen Gebiet wurden zurückgeschlagen. Als Siegesmonument für letzteres wurde das Tropaeum Traiani bei Adamclisi errichtet. Nach den Kampfhandlungen im Jahr 102 bot Decebalus seine Unterwerfung an, konnte hierbei jedoch relativ günstige Bedingungen aushandeln. Damit war der erste Dakerkrieg Trajans abgeschlossen.
Nach weiteren umfassenden Rüstungen begann Trajan im Jahr 105 seinen zweiten Dakerkrieg mit rund 15 Legionen und zahlreichen Auxiliartruppen. Decebalus, dem die römischen Kriegsvorbereitungen nicht verborgen geblieben waren, hatte seinerseits die dakischen Festungen wiedererrichtet und die Jazygen aus den ehemals dakischen Gebieten an der oberen und mittleren Theiß vertrieben, die im ersten Dakerkrieg Trajans an sie verloren gegangen waren. Im Jahr 105 reagierte er mit einem Präventivschlag gegen die römischen Stellungen auf seinem Gebiet. Obwohl er hierbei einige Erfolge erzielen konnte, gelang es ihm nicht, das große Legionslager an der Stelle der späteren Colonia Ulpia Traiana Sarmizegetusa zu stürmen. Decebalus' Versuch, Trajan durch die Geiselnahme von Pompeius Longinus unter Druck zu setzen, scheiterte, als sich Longinus das Leben nahm. Im Jahr 106 blieb Decebalus als einzige Möglichkeit die Verteidigung seiner Bergfestungen gegen die römische Übermacht. Nachdem er zuerst aus Sarmizegetusa vertrieben worden war, versuchte er, in einer entlegenen Festung (nicht eindeutig lokalisiert) den Widerstand neu zu organisieren.

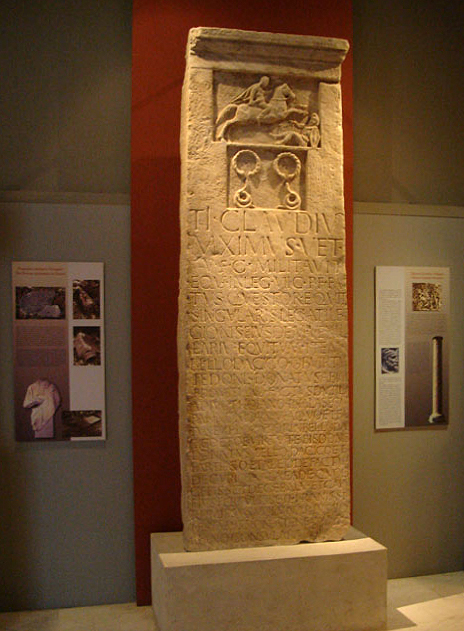
Grabstein des Tiberius Claudius Maximus mit dem Verweis auf die Tötung des Decebalus

Doch auch dies stellte nur noch ein kurzes Zwischenspiel dar. Decebalus musste erneut von dort fliehen. Als er feststellte, dass seine Flucht nicht erfolgreich sein würde, tötete er sich, um nicht lebend in Gefangenschaft zu geraten. Auf der Trajanssäule ist abgebildet, wie er sich die Kehle durchschneidet. Der Tod des Dakerkönigs wird auf der Trajanssäule und der Grabstele des Tiberius Claudius Maximus, eines Reitersoldaten der Ala II Pannoniorum, dargestellt. Sein Grabstein wurde 1965 im Norden Griechenlands entdeckt. Dafür, dass er Trajan den Kopf des Decebalus überbrachte, wurde Maximus zum Decurio befördert. Dakien wurde zur römischen Provinz und blieb bis 271, als Kaiser Aurelian (270–275) das Gebiet wieder aufgab, unter direkter römischer Kontrolle.

## Rezeption

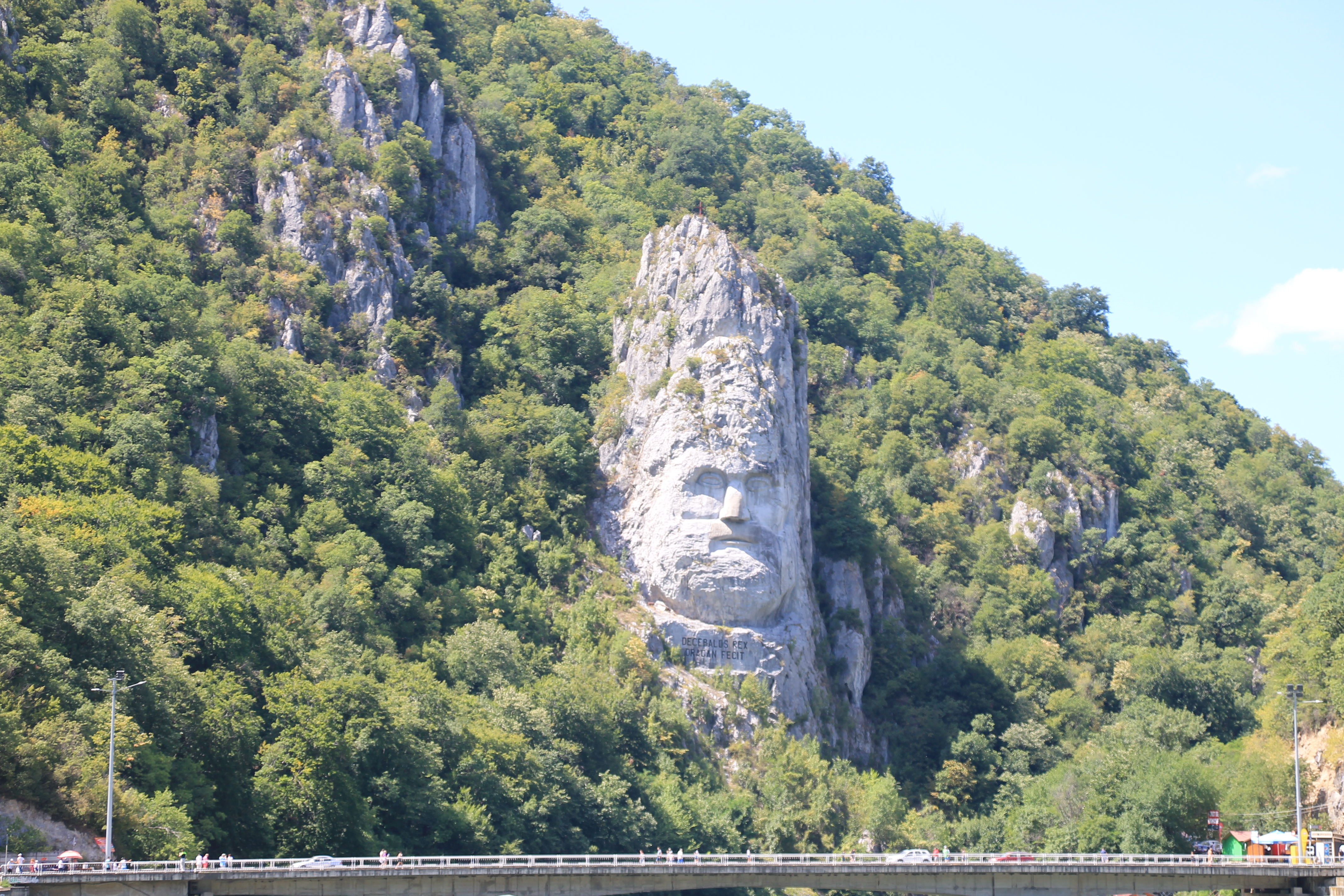
Statue des Decebalus (2021)

Als letzter und am besten bekannter dakischer König hat Decebalus eine intensive Rezeption erfahren, vor allem mit Aufkommen der rumänischen Nationalstaatsidee, die die Daker als Vorgänger und Vorfahren der Rumänen deutet.
Von 1994 bis 2004 wurde an der Donau eine 40 m hohe Büste des Decebalus aus dem Fels gehauen. Die Arbeit wurde durch Iosif Constantin Drăgan, einen rumänischen Geschäftsmann und Historiker, veranlasst und finanziert. Das Werk, dessen Gestaltung sich nicht auf gesicherte historische Grundlagen stützt, befindet sich bei Dubova nahe der Stadt Orșova.